# Jožef Horvat
Jožef Horvat, slovenski politik, poslanec in fizik, * 8. julij 1955, Žižki.
Trenutno je poslanec 9. sklica Državnega zbora Republike Slovenije.

## Življenjepis
Rodil se je 8. julija 1955 v Žižkih v južnem delu Prekmurja. Leta 1974 je maturiral na II. gimnaziji Maribor, nadalje pa se je vpisal na Fakulteto za naravoslovje in tehnologijo Univerze v Ljubljani, kjer je leta 1981 diplomiral iz fizike. Leto kasneje se je zaposlil v podjetju Mura d.d. v Murski Soboti, kot razvijalec in skrbnik poslovnih aplikacij in baz podatkov v službi za informatiko. Leta 1991 je postal njen direktor in na položaju ostal do leta 2004, ko je bil izvoljen za državnozborskega poslanca.

### Politika
Jožef Horvat, član stranke Nova Slovenija, je bil v Državni zbor Republike Slovenije skupno izvoljen petkrat. Prvič leta 2004, ponovno pa tudi na volitvah 2011, 2014, 2018 in 2022. V mandatu 8. državnega zbora RS je vodja poslanske skupine Nove Slovenije. Ob izstopu treh poslancev iz poslanske skupine Stranke modernega centra, je NSi postala druga največja koalicijska stranka tretje Janševe vlade, zato ji je pripadel položaj predsednika državnega zbora. NSi je na to mesto predlagala Horvata. Igor Zorčič z mesta predsednika državnega zbora ni odstopil sam, zato je koalicija predlagala glasovanje o njegov razrešitvi, za katero je 31. marca 2021 zmanjkal en poslanski glas.